# Antonio Méndez Esparza
Antonio Méndez Esparza (Madrid, 7 de enero de 1976) es un director de cine español establecido en los Estados Unidos.

## Biografía
Nacido en Madrid, se licenció en Derecho pero siempre había sido su vocación el cine y, aunque trató de entrar en la Escuela de Cine de Madrid, quedó frustrado. Se formó y ha desarrollado su carrera cinematográfica en Estados Unidos, donde vive. Estudió cine en la Universidad de California en Los Ángeles y después estableció su residencia en Nueva York donde realizó un máster en cinematografía en la Universidad de Columbia. Debutó como guionista y director con el cortometraje Una y otra vez (2009) con el que ganó el premio al mejor cortometraje en el Festival de Cine de Los Ángeles, en el Festival de Cine de la Universidad de Columbia, en el DGA Student Film Awards y el Festival Iberoamericano de Cortometrajes ABC (FIBABC), siendo preseleccionado a los Premios Oscar. En 2012 dirigió su primer largometraje, Aquí y allá, una dura película sobre la inmigración mexicana en Estados Unidos con guion surgido del taller del Instituto Sundance que ganó el premio Nespresso de la Semana de la Crítica en el 65.º Festival de Cannes, el Premio India Catalina en el Festival Internacional de Cine de Cartagena de Indias, el premio Coral del Festival Internacional del Nuevo Cine Latinoamericano de La Habana y el Louve d'Or en el Festival du nouveau cinéma de Montreal.
Desde 2019 reside en Florida, donde es profesor de cine en la Universidad Estatal, con sede en Tallahassee. Allí rodó su segundo largometraje, Life and Nothing More (2017), que ganó el premio SIGNIS y el premio FIPRESCI en el Festival Internacional de Cine de San Sebastián de 2017.
En 2019 rodó su primer documental, Courtroom 3H sobre el Tribunal de Familia Unificado de Tallahassee. En 2020 rodó la película Que nadie duerma, su tercer largometraje, protagonizado por Malena Alterio que es una adaptación al cine de la novela homónima de Juan José Millas y que fue candidata a diez Premios Goya.

## Filmografía
- Yanira (2006)
- Una y otra vez (2009)
- Aquí y allá (2012)
- Life and Nothing More (2017)
- Courtroom 3H  (2019)
- Que nadie duerma (2023)